# Joel Pettyfer
Joel Pettyfer (nascido em 21 de fevereiro de 1987) é um wrestler profissional inglês, mais conhecido pelo seu antigo ring name Joel Redman. Ele teve uma passagem pela WWE, onde ele trabalhou em seu território de desenvolvimento NXT Wrestling como Oliver Grey. Pettyfer é mais conhecido pelo seu trabalho no circuito independente do Reino Unido, onde ele foi Unified British Tag Team Champion com Mark Haskins na International Pro Wrestling: United Kingdom/Real Quality Wrestling e foi um lutador regular na Frontier Wrestling Alliance.

## Carreira

### Início de carreira
Pettyfer começou a lutar na Devon Junior Wrestling Alliance, onde lutou sobre seu próprio nome, antes de lutar pela Revolution British Wrestling e outras promoções independentes do Reino Unido. Sua primeira aparição na Varsity Pro Wrestling (antiga RBW Southwest) foi em Crediton, Devon, onde foi derrotado pelo wrestler americano Spiro em 26 janeiro de 2006.
Em um show seguinte da VPW, Redman atacou Aviv Maayan depois de sua luta. "The Twisted Genius" Dean Ayass então fez o seu caminho para o ringue e anunciou que seria manager de Redman. No primeiro VPW Charity Show, Maayan teve a sua chance de enfrentar Redman, onde Maayan saiu vencedor. No entanto, isso não terminaria com a rivalidade, após Mayaan ser derrotado por Jorge Castano, Redman e Ayass mais uma vez vem ao ringue e atacam Mayaan. Após este ataque, Ayass pegou o microfone e disse aos fãs que no show seguinte em Horndean, Joel Redman enfrentaria Aviv Mayaan mais uma vez.
A rivalidade entre Redman e Aviv Mayaan não seria exclusividade da VPW. Depois de se tornar um ex-aluno da escola de formação de wrestlers, Redman passou a treinar na Academia da FWA, onde ele iria enfrentou Mayaan mais uma vez, em um torneio que valia o título da FWA. Depois de dominar vários adversários ao longo do final de 2006 na FWA:A, Redman juntou-se com o FWA:A Champion LT Summers para derrotar Mark Sloan e Ollie Burns para se tornarem FWA:A Tag Team Champions.

### Premier Promotions (2006 - 2012)
Durante o ano, Redman tornou-se um lutador regular da Premier Promotions e fez sua estréia em 2006, fazendo parceria com Kris Kay para derrotar Chris Andrews e Sam Andrews. No final de 2007, Redman participou de um torneio de uma noite, onde foi derrotado por Danny Collins na semifinal. No início de 2008, o PWF Mid-Heavyweight Championship foi desocupado por Doug Williams, e para encontrar um novo campeão houve um torneio que Redman estava envolvido, no entanto, ele foi derrotado em todas as suas lutas e foi eliminado. Ao longo de 2008, Redman deixou uma boa impressão na Premier Promotions, com a sua capacidade técnica e espírito de nunca desistir, isso levou ao dia 4 de setembro, quando Redman derrotou Marty Scurll na final do Ian Dowland Trophy. Com esta vitória teve a chance de lutar contra Ricky Knight pelo PWF Mid-Heavyweight Championship, mas perdeu por count out. No final de 2009, Redman ficou ausente da Premier Promotions por um longo tempo, e voltou no Ken Joyce Trophy 2009, mas foi derrotado pelo lendário lutador britânico, Robbie Brookside, na semi final. Em março de 2010, ele ganhou um torneio de uma noite e ganhou outro em abril. Redman tounou-se mais uma vez um lutador regular da Premier Promotions e no final do ano derrotou Justin Starr para vencer o Ken Joyce Trophy 2010. Após esta vitória, em 27 de fevereiro de 2011, ele derrotou UK Dominator em uma British Rules match pelo PWF International Championship, que estava vago. Como campeão, Redman entrou no Worthing Trophy 2011 e chegou à final, onde foi derrotado por Danny Garnell. Redman uniu-se com Jonny Storm para enfrentar Kris Kay e UK Dominator em uma British Rules match pelo PWF Tag Team Championship, que na altura estava vago, mas eles foram derrotados. Redman iria desocupou o PWF International Championship quando assinou com a World Wrestling Entertainment, e se foi mandado para o território de desenvolvimento, o NXT Wrestling.

### The Thrillers (2007 – 2009)
Redman formou uma tag team com Mark Haskins conhecidos como The Thrillers, em sua estréia juntos, eles perderam para The South Coast Rock 'n' Roll Express (Ian Logan e Jake McCluskey) em 14 de julho de 2007, que envolveu um árbitro convidado. A tag teve uma série de derrotas nos meses seguintes e perderam até mesmo para The Kartel (Sha Samuels e Terry Frazier), em uma luta pelo IPW:UK Tag Team Championship. The Thrillers venceram sua primeira luta como uma tag team em uma dark match, derrotando JP Monroe e Jules Lambrini em 27 de janeiro de 2008.
A tag estreou na Real Quality Wrestling em 16 de fevereiro de 2008, derrotado Maximum Head (Dan Head & Max Voltage) e no mês seguinte venceram The Lost Boys (Danny Darko e Jo FX). Após as duas lutas vencidas, desafiaram The Damned Nation (Cameron Kraze e Dragon Aisu) em 26 de abril pelo RQW Tag Team Championship, onde saíram vencedores.
The Thrillers voltaram a IPW: UK em 4 de maio, e foram derrotados por The Kartel (Sha Samuels & Terry Frazier), em uma luta que unificou o RQW Tag Team Championship com o IPW: UK Tag Team Championship. A equipe estreou pela One Pro Wrestling sendo derrotados pelos BritRage (Mark Sloan & Wade Fitzgerald). No entanto, eles venceram The Kartel em 28 de setembro para obterem o Unified British Tag Team Championship. The Thrillers, então, estrearam na Westside Xtreme Wrestling no início de 2009 e ganharam a chance de disputar o wXw Tag Team Championship após derrotarem Adam Polak e Lazio Fe. Com essa vitória, eles desafiaram Doug Williams e Martin Stone pelo wXw Tag Team Championship no mês seguinte, mas foram incapazes de ganhar o título.
Após o seu regresso a IPW: UK, The Thrillers perdram o Unified British Tag Team Championship para The Leaders of The New School (Marty Scurll e Zack Sabre, Jr.). The Thrillers tentaram recuperar o campeonato em duas ocasiões distintas, a primeira luta terminou em DQ e a segunda foram derrotados em uma tables, ladder e chairs match.

### Irish Whip Wrestling (2008 - 2009)
Redman fez sua estréia pela Irish Whip Wrestling em 5 de julho de 2008, em uma four corners match pelo IWW International Heavyweight Championship que Mandrake ganhou, a luta também envolveu Doug Basham e Vic Viper. Depois de competir apenas em algumas lutas em 2008, no ano seguinte, tornou-se regular na promoção. Ele lutou contra LA Warren pelo IWW Zero Gravity Championship e contra Mandrake pelo IWW International Heavyweight Championship em várias ocasiões, mas não foi capaz de sair vencedor. Em meados de 2009, Redman formou uma tag team com Captain Rooney, e venceram todos as suas lutas, no entanto Rooney fez um turn e juntou-se com Bingo Ballance. A feud entre Redman e Ballance, culminou com Ballance saindo por cima. A última luta de Redman na IWW foi contra Mandrake pelo IWW International Heavyweight Championship, mais uma vez foi derrotado.

### World Wrestling Entertainment (2012 - 2014)

#### Territórios de Desenvolvimento (2012 - 2014)
Durante uma entrevista em março de 2012, Pettyfer afirmou que ele havia assinado um contrato com a WWE após duas try-out matches e estava esperando seu visto ser aprovado para que pudesse viajar para a Flórida para se juntar ao território de desenvolvimento da WWE. Pettyfer fez sua estréia sob seu próprio nome em um house show da FCW em 20 de junho de 2012, onde juntou-se com Conor O'Brian para enfrentarem Garrett Dylan e Rick Victor, e foram derrotados. Em 28 de junho de 2012 durante um house show da FCW, Pettyfer juntamente com CJ Parker foram derrotados por Big E Langston e Lincoln Broderick. Pettyfer fez sua estréia solo em 29 de junho de 2012 contra Mason Ryan, mas foi derrotado. Em 19 setembro de 2012, Pettyfer fez sua estréia na NXT TV sob o ring name Oliver Grey, onde foi derrotado por Kassius Ohno em uma Sparring match.
Grey formou uma equipe com Adrian Neville para derrotar 3MB (Heath Slater e Drew McIntyre) na primeira rodada do torneio pelo NXT Tag Team Championship em 23 de janeiro de 2013. No episódio de 06 de fevereiro, Grey e Neville derrotadaram Kassius Ohno e Leo Kruger nas semi-finais. No episódio de 13 de fevereiro, originalmente gravado em 31 de janeiro, Grey e Neville ganharam o torneio para se tornarem os primeiros NXT Tag Team Champions, derrotando a Wyatt Family (Luke Harper e Erick Rowan) na final. Quando Grey se lesionou, ele foi substituído por Bo Dallas, que perdeu o título com Neville para a Wyatt Family em 2 de maio.

## Vida Pessoal
Desde muito jovem, Pettyfer jogou rugby e praticou de judô. Ele estudou no East Devon College. Enquanto lutava na Inglaterra, Pettyfer trabalhou simultaneamente como engenheiro florestal. Ele tem um filho chamado Ralfe Jack Charles Pettyfer, nascido em 7 de setembro de 2012.

## No wrestling
- Movimentos de finalização
  - Kneebar[2]
  - Twisting brainbuster[2]

- Manager
  - Gilligan Gordon[2]
  - "Twisted Genius" Dean Ayass

- Alcunhas
  - "The Physical Specimen"[2]

## Títulos e prêmios
- Devon Wrestling Association
  - DWA Devon Trophy Champion (1 vez)
- Frontier Wrestling Alliance
  - FWA:A Tag Team Championship (1 vez) - com LT Summers
- International Pro Wrestling: United Kingdom
  - Unified British Tag Team Championship (1 vez) - com Mark Haskins[2]
- NXT Wrestling
  - NXT Tag Team Championship (1 vez) - com Adrian Neville[11]
- Premier Promotions
  - PWF International Championship (1 vez)
  - Ian Dowland Trophy 2008
  - Ken Joyce Trophy 2010
- Real Quality Wrestling
  - RQW Tag Team Championship (1 vez) - com Mark Haskins[15]